# Site historique national de Minidoka
Le site historique national de Minidoka – ou Minidoka National Historic Site en anglais – est une aire protégée américaine située dans le comté de Jerome, dans l'Idaho, mais aussi le comté de Kitsap, dans l'État de Washington. Opéré par le National Park Service, il protège principalement le Minidoka War Relocation Center, un site d'internement des Nippo-Américains pendant la Seconde Guerre mondiale. Établi le 17 janvier 2001 en tant que monument national, ce site inscrit au Registre national des lieux historiques dès le 10 juillet 1979 a été transformé en site historique national en 2006 et s'est alors vu adjoindre un mémorial sur l'île de Bainbridge consacré à la déportation d'autres Nippo-Américains hors de cette île vers Manzanar.